# Littérature anglo-latine
La littérature anglo-latine se compose des œuvres littéraires produites en Grande-Bretagne et rédigées en langue latine.
Son histoire débute avec la christianisation des Anglo-Saxons, au VIIe siècle, avec des moines comme Aldhelm ou Bède le Vénérable. Elle recouvre une grande variété de genres : poésie, chroniques, textes scientifiques ou philosophiques, hagiographies, etc. Elle reste active tout au long du Moyen Âge, mais connaît un renouveau avec le courant humaniste de la Renaissance, illustré par des auteurs comme Thomas More ou George Buchanan. L'usage du latin tombe au rang de jeu littéraire vers le milieu du XVIIIe siècle et l'un des derniers auteurs à l'utiliser de manière significative est Walter Savage Landor, dans la première moitié du XIXe siècle.

## Liste d'auteurs anglo-latins

### Jusqu'à la conquête normande
- Ælfric d'Eynsham
- Æthilwald
- Alcuin
- Aldhelm, De virginitate
- Asser, Histoire du roi Alfred
- Bède le Vénérable, Historia ecclesiastica gentis Anglorum
- Byrhtferth, Enchiridion
- Étienne de Ripon, Vita sancti Wilfrithi
- Frithegod, Breviloquium vitæ Wilfridi
- Wulfstan Cantor, Narratio metrica de sancti Swithuno

### De la conquête normande à la fin du Moyen Âge
- Eadmer
- Geoffroy de Monmouth, Historia regum Britanniae
- Giraud de Barri
- Guillaume de Malmesbury
- Goscelin
- John Gower, Vox clamantis
- Henri de Huntingdon
- Gautier Map, De nugis curialum
- Osbern

### Époque moderne
- Francis Bacon, Novum organum
- George Buchanan
- Thomas Hobbes
- John Milton
- Thomas More, Utopia
- Isaac Newton